# Tření
Jako tření se označuje vznik tečné síly ve styčné ploše mezi dvěma tělesy. Tečná třecí síla je reakcí na tečnou složku sil působících na těleso a působí vždy proti směru vzájemného pohybu (příp. proti změně klidového stavu u klidového tření). Práce potřebná k překonání této síly se mění převážně v teplo (přesněji řečeno v přírůstek vnitřní energie, což se projeví zpravidla zvýšením teploty), třecí síla je proto silou disipativní.

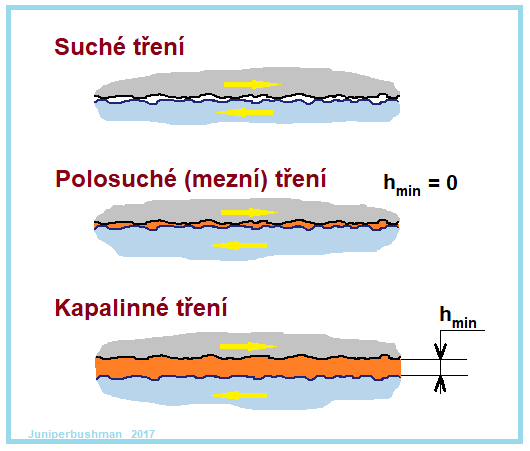
Rozlišení druhů tření

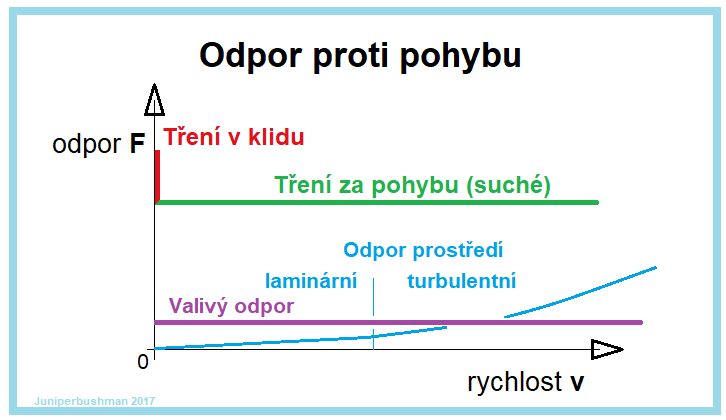
Průběh odporových sil v závislosti na rychlosti

Tření se liší podle skupenství stýkajících se těles. Vznik sil ve styčné ploše mezi dvěma pevnými tělesy se nazývá smykové tření (případně pouze tření, nehrozí-li záměna s jinými druhy).
Tření povrchu pevných těles s kapalinami nebo plyny se označuje jako odpor prostředí.  Tření mezi částicemi či vrstvami tekutin se nazývá vnitřním třením (či přeneseně podle jeho projevu vazkostí či viskozitou, což jsou správně pojmy vyhrazené pro charakteristickou veličinu tohoto jevu). 
Tento článek se soustředí na odporové síly při styku dvou pevných těles. Pro odpor prostředí a vnitřní tření platí pro ně zcela rozdílné vztahy a jsou jim věnovány samostatné články. Samostatný článek je věnován také valivému odporu, dříve nevhodně nazývanému valivé tření, ač se jedná o jev odlišné fyzikální podstaty.
U smykového tření (též suchého tření či Coulombova tření) rozlišujeme:
- tření v klidu – statické tření (používá se index 0)
- tření za pohybu – kinematické  tření, je zpravidla menší než tření v klidu (obvykle o 20 ÷ 25 %)

## Velikost tření
Velikost třecí síly {\displaystyle F_{\mathrm {t} }} (nebo {\displaystyle T}) mezi dvěma rovinnými povrchy se řídí empirickými pravidly, zvanými Amontonsovy zákony tření:
- Velikost třecí síly je u kinematického tření přímo úměrná kolmé tlakové síle {\displaystyle F_{\mathrm {n} }} (nebo {\displaystyle N}). 1. Amontonsův zákon lze tedy zapsat vztahem

{\displaystyle F_{\mathrm {t} }=\mu \cdot F_{\mathrm {n} }},
který je zároveň definičním vztahem pro činitel smykového tření označovaný {\displaystyle \mu } nebo{\displaystyle f}. Závislost přímé úměrnosti platí s velmi dobrou přesností pro velký rozsah kolmé tlakové síly i velký rozsah rychlostí posuvného pohybu po rovině pro různé kombinace stýkajících se materiálů.
Také mezní síla statického tření, která je schopná bránit uvedení tělesa z klidu do posuvného pohybu po rovině, je přímo úměrná kolmé tlakové síle: 
{\displaystyle F_{0}=\mu _{0}\cdot F_{\mathrm {n} }},

kde μ0 je tzv. činitel klidového tření, tímto vztahem definovaný.
- Velikost tření nezávisí na velikosti stykové plochy (pokud stykový tlak nepřestoupí pevnostní meze materiálů).

Dalším empirickým pravidlem pro tření je tzv. Coulombův zákon tření:
- Tření za pohybu (přesněji velikost třecí síly u kinematického tření) není závislé na rychlosti.

Smykové tření splňující toto pravidlo se v technické praxi nazývá také „suché“ tření, protože zákon neplatí pro styk dvou těles promazaných tekutým mazivem nebo pro povrchy nedokonalé tuhosti, měnící s pohybem svou povrchovou mikrostrukturu a tím i své třecí vlastnosti.

## Těleso na vodorovné rovině

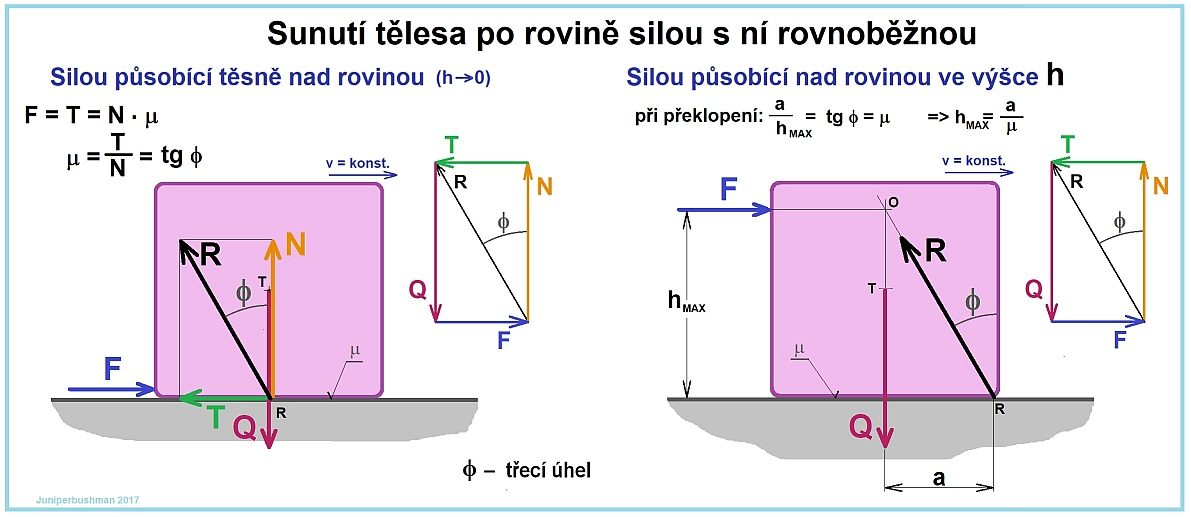
Vektorový rozbor tření na vodorovné ploše

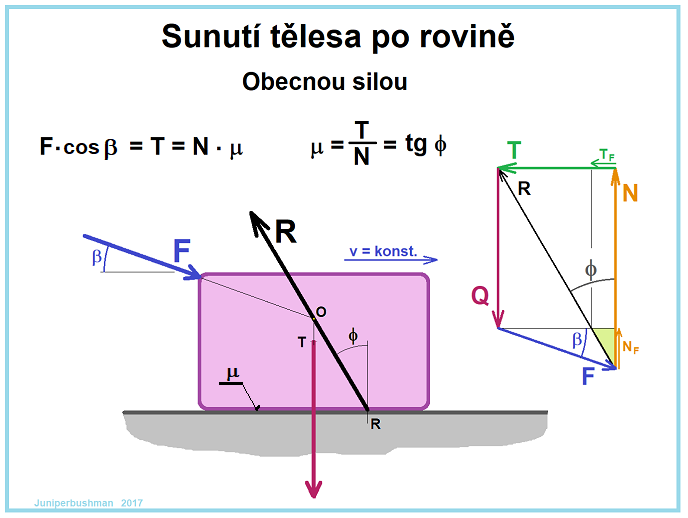
Vektorový rozbor tření při působení obecné síly

Pokud na těleso nepůsobí žádná vodorovná síla, působí na ně pouze síly svislé, kolmé na stykovou plochu (normálové), tedy tíha tělesa {\displaystyle Q} a reakce na ni {\displaystyle N}. Žádná třecí síla nepůsobí. Jakmile začne na těleso působit vodorovná síla {\displaystyle F}, začne také působit stejně velká třecí síla {\displaystyle T=F} jako reakce na ni. Když síla {\displaystyle F} přesáhne hodnotu {\displaystyle F_{0}=N\cdot \mu _{0}}, kde {\displaystyle \mu _{0}} je činitel klidového tření, začne těleso zrychlovat a pohybovat se. K udržení tělesa v rovnoměrnému pohybu pak postačí síla {\displaystyle F=N\cdot \mu }. Třecí síla {\displaystyle T} tak představuje vodorovnou složku reakce na sílu {\displaystyle F}. Výslednicí složek {\displaystyle N} a {\displaystyle T} je reakce {\displaystyle R}, která je od normály odkloněná o úhel {\displaystyle \phi }, jehož velikost je {\displaystyle \phi =\operatorname {arctg} \mu } a který se nazývá třecí úhel. (Rovnovážný vektorový obrazec tak tvoří síly {\displaystyle Q,F,R}.)
Znázornění tření pomocí třecího úhlu, tj. odkloněním normálové reakce o tento úhel proti směru pohybu nebo proti síle, která má těleso do pohybu uvést, je základem grafického řešení mechanismů, kde se tření uplatňuje.
Například, pokud se působiště síly {\displaystyle F} posune od stykové roviny o míru {\displaystyle h} posune se působiště reakce {\displaystyle R} směrem dopředu (nositelky všech sil se protínají v bodě O). V případě, že vzdálenost od stykové plochy dosáhne hodnoty {\displaystyle h_{MAX}={\frac {a}{\mu _{0}}}}, se těleso nezačne posouvat, ale začne se překlápět, protože působiště reakce (bod R) se dostane mimo stykovou plochu. Na rovnovážný vektorový obrazec nemá poloha působiště síly {\displaystyle F} vliv (velikost sil zůstane zachována).
Pokud síla {\displaystyle F} působí v obecném směru tj. pod úhlem {\displaystyle \beta }, pak se její normálová složka přičte ke složce {\displaystyle N}.

## Činitel smykového tření
| Rozhraní    | Součinitel smykového tření |
| ocel-ocel   | 0,1                        |
| ocel-dřevo  | 0,35                       |
| dřevo-dřevo | 0,3                        |
| ocel-led    | 0,027                      |
| dřevo-led   | 0,035                      |
| kůže-kov    | 0,56                       |

Činitel smykového tření je fyzikální veličina, která udává poměr třecí síly a kolmé tlakové síly mezi tělesy při smykovém tření.
Hodnota činitele smykového tření závisí na konkrétní dvojici látek na povrchu a drsnosti těles, mezi nimiž smykové tření probíhá. Pro případy, kdy platí Amontonsovy zákony tření, se hodnoty činitele pohybují od nuly (prakticky žádné tření) a mohou být i několikanásobně vyšší než 1, tedy třecí síla mnohonásobně převyšuje kolmý tlak (např. silikonová pryž, využívaná pro výrobu pneumatik). Od r. 2012 je známo a experimentálně prokázáno, že v určitém malém rozsahu kolmého tlaku může být činitel smykového tření dokonce záporný.

### Značení
- Značka:[4] {\displaystyle f,\mu }
- Jednotka:[4] 1 (bezrozměrová veličina)
- Zjišťování: experimentálně a výpočtem f = Ft / Fn , kde Ft je třecí síla, Fn je kolmá tlaková síla mezi tělesy

### Příklady hodnot činitele smykového tření
Pro mnoho průmyslových aplikací je požadována minimalizace činitele smykového tření, které se dosahuje volbou materiálů pro stýkající se tělesa (tvrdost), snížením drsnosti jejich stýkajících se povrchů (úpravy k dosažení co nejdokonalejší plochosti či využití speciálních vlastností atomové struktury povrchové vrstvy), či použitím maziv (lubrikantů). Při dosažení hodnoty pod jednu tisícinu se hovoří o tzv. superlubrikaci. Zatím nejnižší hodnota pro koeficient tření mezi dvěma makroskopickými pevnými povrchy byla pravděpodobně naměřena v r. 2021 na Katedře řídicí techniky FEL ČVUT. Třecí součinitel se při zkouškách kombinace dvou 2D materiálů dostal na hodnoty kolem jedné miliontiny. Teoretický výzkum ukazuje, že mohou být dosaženy hodnoty i pod 10−6.

## Klidové tření
Klidové tření (statické tření) je tření, vznikající mezi tělesy, která se vzhledem k sobě nepohybují – jsou v klidu. Jedná se o speciální případ smykového tření, který ve skutečnosti neexistuje, protože k pomalému smyku dochází vždy.
Klidová třecí síla Ft má velikost stejnou, jako tečná složka výslednice sil snažících se uvést stýkající se tělesa do vzájemného pohybu, a vzhledem ke své opačné orientaci je udržuje ve vzájemném klidu, pokud nepřesáhne maximální hodnotu, při které ke vzájemnému pohybu dojde. Pro tuto maximální klidovou třecí sílu platí vztah obdobný jako pro sílu kinematického tření:
{\displaystyle F_{\mathrm {t} 0}=f_{0}F_{\mathrm {n} }\,},
kde f0 je činitel klidového tření, Fn je kolmá tlaková síla mezi tělesy (např. tíha tělesa). Klidové tření bývá větší než smykové tření mezi stejnými tělesy.

### Činitel klidového tření
| Rozhraní      | Součinitel klidového tření |
| ocel-ocel     | 0,15–0,20                  |
| ocel-litina   | 0,20–0,30                  |
| litina-litina | 0,25                       |
| pryž-asfalt   | 0,50–0,70                  |

Činitel klidového tření je fyzikální veličina, která udává poměr třecí síly a kolmé tlakové síly mezi tělesy při klidovém tření. Jeho hodnoty závisí na konkrétní dvojici látek na povrchu těles, mezi kterými má tření vznikat. Činitel klidového tření nemůže být z definice menší než činitel smykového tření pro stejná tělesa, jen výjimečně je stejně velký (např. pro materiálovou kombinaci teflon – teflon); pro většinu materiálových kombinací je přibližně o několik procent až desítek procent vyšší. Zpravidla platí, že pro dvě dané kombinace materiálů ve styku je činitel klidového tření vyšší právě když je vyšší i činitel smykového tření; obecně (pro všechny možné materiálové kombinace) však toto pravidlo neplatí. 

#### Značení
- Značka:[4] {\displaystyle f_{0},\mu _{0}}
- Jednotka:[4] 1 (bezrozměrová veličina)
- Zjišťování: experimentálně a výpočtem f0 = Ft0 / Fn , kde Ft0 je maximální třecí síla, Fn je kolmá tlaková síla mezi tělesy.

## Stick-Slip efekt
Pokud posouvající síla na těleso působí přes pružný prvek, to znamená, že síla na těleso plynule narůstá od nuly, nastane situace, kdy se po překonání klidového tření posune těleso tak daleko, kolik umožní nahromaděná energie pružného prvku. Pak se těleso zastaví a začne opět působit klidové tření, takže se situace neustále cyklicky opakuje. Výsledkem je trhavý pohyb posouvaného tělesa. Tento jev se nazývá Stick-Slip efekt (anglický výraz Stick-Slip znamená doslova „Drží-Klouže“). Tento jev působí například trhavý pohyb hydraulických a pneumatických válců zejména za nižšího tlaku. Také vrzání dveřních pantů má původ v tomto jevu. Je na něm však založeno i například hraní na smyčcové nástroje, i hra na skleněné skleničky třením prstu o jejich okraj.

## Vnitřní tření
Vnitřní tření je tření vznikající uvnitř tekutin kvůli vzájemnému silovému působení mezi částicemi při proudění. Tekutina s větším vnitřním třením teče pomaleji. Na tělesa pohybující se v tekutině s větším vnitřním třením působí větší odporová síla. 
Skutečné kapaliny se od ideální kapaliny liší tím, že u nich při proudění dochází k přeměně části kinetické energie jednotlivých částic kapaliny v tepelnou energii. Dochází tedy k přeměně kinetické energie uspořádaného pohybu v kinetickou energii neuspořádaného pohybu. Kapaliny s vnitřním třením se označují jako viskózní (vazké).
Název vnitřní tření vychází ze skutečnosti, že tento jev je podobný tření při pohybu tuhých těles. U viskózních kapalin však k tomuto tření dochází uvnitř kapalin a nikoli na povrchu.
Vnitřní tření se vyskytuje nejen v tekutinách, ale také v pevných látkách, kde způsobuje např. změnu elastických vlastností látky. Např. vnitřní tření v pružině, na kterou nepůsobí žádný odpor prostředí (měla by tedy kmitat netlumeně), způsobí útlum a postupné zastavení jejích kmitů.
Fyzikální veličina charakterizující vnitřní tření se nazývá viskozita. V mnoha případech je pod označením vnitřní tření chápána právě viskozita.